# Nicholas Biddle
Nicholas Biddle (ur. 8 stycznia 1786 w Filadelfii, zm. 27 lutego 1844 tamże) – amerykański finansista i polityk.

## Życiorys
Urodził się 8 stycznia 1786 roku w Filadelfii, jako syn Charlesa Biddle’a. Jego przodkiem był William Penn. Nauki pobierał w rodzinnym mieście, a następnie studiował na Uniwersytecie Pensylwanii. Pracował jako dziennikarz w gazecie The Port Folio, a później jako sekretarz Jamesa Monroego, który przebywał na misji dyplomatycznej w Wielkiej Brytanii. Po powrocie zajął się praktykowaniem prawa, a w 1814 roku napisał książkę opisującą ekspedycję Lewisa i Clarka. W drugiej dekadzie XIX wieku zasiadał w legislaturze stanowej Pensylwanii i był współautorem stanowego weta wobec ustaleń konwencji w Hartford, dotyczących poprawki do Konstytucji, ograniczającej władzę Kongresu. W 1819 roku prezydent Monroe zlecił mu sporządzenie streszczenia zagranicznych przepisów dotyczących handlu z USA, a trzy lata później powołał go na prezesa Drugiego Banku Stanów Zjednoczonych.
Biddle firmował politykę ograniczającą podaż kredytów dla banków stanowych, ustabilizował rynek inwestycji, a także regulował podaż pieniądza i zabezpieczał depozyty rządowe. W 1832 roku bank centralny stał się obiektem ataków Andrew Jacksona i Partii Demokratycznej. Biddle’a popierała grupa polityków, formująca Partię Wigów. Gdy w 1836 roku licencja banku wygasła, został on przekształcony w prywatny bank Pensylwanii, którego Biddle pozostał prezesem. Przeszedł na emeryturę w 1839, a dwa lata później instytucja zbankrutowała. Był jednym ze współzałożycieli Girard College. Zmarł 27 lutego 1844 w Filadelfii.
Jednym z jego synów był Charles John Biddle.